# Art Stoefen
Arthur Oscar Stoefen, detto Art (Davenport, 29 agosto 1914 – Bend, 7 gennaio 1995), è stato un cestista statunitense, professionista nella NBL.

## Carriera
Giocò per una stagione nella NBL, disputando 18 partite con 1,3 punti di media.

## Palmarès
- Campione NBL (1947)